# Не згасне надія
«Не згасне надія» (англ. All Is Lost, дослівно укр. Все втрачено) — американська пригодницька драма режисера Джея Сі Чандора (був також сценаристом), що вийшла 2013 року. У головній ролі Роберт Редфорд.
Продюсерами були Ніл Додсон, Анна Ґерб, Джастін Наппі і Тедді Шварцман. Вперше фільм продемонстрували 22 травня 2013 року у Франції на Каннському кінофестивалі. В Україні прем’єра фільму відбулася 16 січня 2014 року.

## Сюжет
В Індійському океані безіменний моряк наодинці пливе на своїй яхті. Зіткнувшись з дрейфуючим контейнером, його човен починає тонути. Засоби навігації та зв’язку пошкоджені, до того ж насувається шторм. Тепер його доля залежить від сили його бажання жити.

## У ролях
| Актор          | Персонаж                    | Роль             |
| -------------- | --------------------------- | ---------------- |
| Роберт Редфорд | своя людина (англ. Our Man) | безіменний моряк |

## Сприйняття

### Критика
Фільм отримав позитивні відгуки: Rotten Tomatoes дав оцінку 94% на основі 170 відгуків від критиків (середня оцінка 8/10) і 70% від глядачів із середньою оцінкою 3,6/5 (19,214 голосів). Загалом на сайті фільми має позитивний рейтинг, фільму зарахований «стиглий помідор» від кінокритиків і «попкорн» від глядачів, Internet Movie Database — 7,5/10 (3 141 голос), Metacritic — 87/100 (43 відгуки критиків) і 6,5/10 від глядачів (46 голосів). Загалом на цьому ресурсі від критиків і від глядачів фільм отримав позитивні відгуки.

### Касові збори
Під час показу у США, що розпочався 18 жовтня 2013 року, протягом першого тижня фільм показали у 6 кінотеатрах і він зібрав 93,583 $, що на той час дозволило йому зайняти 38 місце серед усіх прем'єр. Станом на 15 грудня 2013 року показ фільму триває 59 днів (8,4 тижня) і за цей час фільм зібрав у прокаті у США 5,705,933  доларів США, а у решті світу 526,307  доларів США, тобто загалом 6,232,240  доларів США при бюджеті 9 млн $.

### Нагороди і номінації[10]
| Рік  | Нагорода       | Категорія                      | Номінант                                     | Результат |
| ---- | -------------- | ------------------------------ | -------------------------------------------- | --------- |
| 2014 | Золотий глобус | Найкраща чоловіча роль — драма | Роберт Редфорд                               | Номінація |
| 2014 | Золотий глобус | Найкраща пісня до фільму       | Алекс Еберт                                  | Перемога  |
| 2014 | Незалежний дух | Найкращий художній фільм       | Ніл Додсон, Анна Ґерб                        | Номінація |
| 2014 | Незалежний дух | Найкращий режисер              | Джей Сі Чандор                               | Номінація |
| 2014 | Незалежний дух | Найкраща операторська робота   | Франк Марко                                  | Номінація |
| 2014 | Незалежний дух | Найкраща чоловіча роль         | Роберт Редфорд                               | Номінація |
| 2014 | Супутник       | Найкращий фільм                | Ніл Додсон, Анна Ґерб, Джей Сі Чандор        | Номінація |
| 2014 | Супутник       | Найкращий актор                | Роберт Редфорд                               | Номінація |
| 2014 | Супутник       | Найкращий звук                 | Брендон Проктор, Річард Гімнс, Стів Боддекер | Номінація |
| 2014 | Супутник       | Найкращі візуальні ефекти      | Брендон О'Делл, Коллін Девіс, Роберт Манро   | Номінація |
| 2014 | Оскар          | Найкращий звуковий монтаж      | Стів Боеддекер, Річард Гімнс                 | Номінація |

### Виноски
1. 1 2  All Is Lost: Release Info (англ.). Internet Movie Database. Процитовано 20 грудня 2013.
2. 1 2  Надія не згасне (англ.). Планета кіно. Процитовано 20 грудня 2013.
3. 1 2 3  All Is Lost (англ.). Internet Movie Database. Процитовано 20 грудня 2013.
4. 1 2  All is Lost (англ.). The Numbers. Процитовано 20 грудня 2013.
5. ↑  All Is Lost (англ.). AllMovie. Процитовано 20 грудня 2013.
6. ↑  All Is Lost: Full Cast & Crew (англ.). Internet Movie Database. Процитовано 20 грудня 2013.
7. ↑  All Is Lost (англ.). Rotten Tomatoes. Процитовано 20 грудня 2013.
8. ↑  All Is Lost (англ.). Metacritic. Процитовано 20 грудня 2013.
9. ↑  All Is Lost (англ.). Box Office Mojo. Процитовано 20 грудня 2013.
10. ↑  All Is Lost: Awards (англ.). Internet Movie Database. Процитовано 20 грудня 2013.